# 鲁道夫·维特拉奇尔
鲁道夫·维特拉奇尔（捷克語：Rudolf Vytlačil，1912年2月9日—1977年6月1日），捷克斯洛伐克前足球运动员、教练。他曾带领捷克斯洛伐克国奥队参加1964年夏季奥林匹克运动会足球比赛，获得一枚银牌。